# Conopomorpha sinensis
Conopomorpha sinensis är en fjärilsart som beskrevs av Bradley 1986. Conopomorpha sinensis ingår i släktet Conopomorpha och familjen styltmalar.
Artens utbredningsområde är:
- Hongkong (Kina).
- Nepal.
- Taiwan.
- Thailand.
- Vietnam.

Inga underarter finns listade i Catalogue of Life.